# Petrophile shirleyae
Espèce
Classification phylogénétique
Petrophile shirleyae est une espèce de plantes à fleurs de la famille des  Proteaceae. C'est un buisson endémique du Queensland dans l'est de l'Australie.